# جواد جمیل
جواد جمیل در سال ۱۹۵۴ م در عراق متولّد شد. او فارغ‌ التحصیل رشتهٔ مهندسی است. در سال‌های ۱۹۷۴ و ۱۹۸۰ م به زندان افتاد و چاپ مطالبش در مجلّات المرفأ و الرابطة ممنوع شد. از آثارش عبارتند از: صدی المرفض و المشنقة، اشیاء حذفتها الرقابة، للثوار فقط، یسألونک عن الحجارة.